# 麻阳苗族自治县人民政府
27°51′49″N 109°49′25″E / 27.863638°N 109.823553°E
麻阳苗族自治县人民政府（简称麻阳苗族自治县政府）是中华人民共和国湖南省怀化市麻阳苗族自治县的行政管理机关。现任县长是胡宏林，2021年上任。

## 沿革

### 反腐败工作
2007年，吴才湖因严重违纪违法接受调查。2008年1月18日，吴才湖遭到开除党籍、开除公职（双开）处分。4月1日，怀化市中级法院对吴才湖受贿、贪污及巨额财产来源不明案判处其有期徒刑18年，剥夺政治权利3年，并且处没收个人财产55万元。

## 历任县长
| 姓名   | 就任日期   | 卸任日期   | 备注  |
| ------ | ---------- | ---------- | ----- |
| 谭绍银 |            |            |       |
| 陈志强 | 1990年2月  | 1992年8月  | [ 3 ] |
| 张湘友 |            |            |       |
| 吴才湖 | 2001年     | 2005年     | [ 4 ] |
| 张干太 | 2005年7月  | 2008年12月 | [ 5 ] |
| 李仕忠 | 2014年12月 | 2021年6月  | [ 6 ] |
| 胡宏林 | 2021年7月  |            | [ 7 ] |